# Camorra barese
Camorra barese è il nome informale dato alla criminalità organizzata che opera nella città di Bari e nel territorio circostante della provincia. Non è da confondere con la camorra napoletana. 
In prevalenza confederazioni tra clan, che come attività primarie continuano ad essere dediti ai reati in materia di stupefacenti, contrabbando e alle estorsioni.
I clan principali della città di Bari sono tre: il clan Strisciuglio con a capo il boss Domenico Strisciuglio, operante soprattutto nella zona nord, il clan Capriati, con a capo Antonio Capriati, detto Tonino, operante soprattutto nel Borgo antico e il clan Parisi-Palermiti, con a capo il boss Savino Parisi, operante soprattutto nel quartiere Japigia.
Altri clan presenti in città sono: il clan Mercante-Diomede operante nei quartieri Carrassi, Libertà, Poggiofranco, San Paolo e San Pasquale, il clan Di Cosola operante nei quartieri Carbonara, Ceglie del Campo e Loseto, il clan Lorusso dei quartieri Libertà, Carrassi e San Pasquale, il clan Anemolo operante a Poggiofranco, il clan Misceo operante nel quartiere San Paolo, il clan Fiore-Risoli dei quartieri Poggio Franco e San Pasquale, il clan Velluto operante a Carrassi, Picone e San Pasquale, e il clan Rafaschieri operante a Madonnella.

## Storia
Fino alla fine degli anni '70 i gruppi criminali di Bari  erano dediti più che altro a rapine e delinquenza comune. Il “salto di qualità” per la criminalità barese si ebbe infatti a cavallo tra gli anni '70 e '80. Uno dei primi rappresentanti di questa nuova era fu Francesco Biancoli, detto il Dado (morto nel 2006), il quale controllava le bische clandestine e lo spaccio di droga nel quartiere Libertà e negli anni '80 si affiliò alla Nuova camorra pugliese voluta da Raffaele Cutolo per poi passare alla Sacra corona unita di Giuseppe Rogoli, da cui si staccò definitivamente nel 1986. Nel 1984 Biancoli, insieme a Savino Parisi, Giuseppe Mercante, detto Pinuccio il drogato (morto nel 2021), e Antonio Di Cosola (morto nel 2018), esponenti di punta della malavita barese, furono rinviati a giudizio nel maxiprocesso nei confronti della Nuova camorra pugliese istruito dal giudice Alberto Maritati. Anche Parisi e Mercante si dissociarono dalla Sacra corona unita nel 1986.
Tra gli anni '80 e gli anni '90, Bari diventò un grosso centro per lo spaccio di eroina e nel quartiere Japigia, dove comandava il boss Savino Parisi, nacque quello che venne definito “uno dei più grandi mercati della droga del Sud Italia”, una piazza di spaccio che attirava consumatori da tutta Italia. 
Altro importante trafficante di droga fu Antonio Capriati (detto Tonino), capo del clan dominante a Bari Vecchia, il quale, insieme a Savino Parisi, aveva stretti legami con la 'Ndrangheta calabrese e con il criminale tranese Salvatore Annacondia (futuro collaboratore di giustizia) per la fornitura di stupefacenti e nella metà degli anni '90 emersero i loro legami con l'imprenditore Francesco Cavallari, detto il "re della sanità privata barese", il quale patteggiò la pena di 22 mesi per associazione mafiosa, corruzione e reati fiscali.
Secondo le dichiarazioni del pentito Salvatore Annacondia, la notte del 27 ottobre 1991 i clan Parisi e Capriati incendiarono il celebre Teatro Petruzzelli di Bari su richiesta del manager Ferdinando Pinto, il quale voleva lucrare sui contributi per la ricostruzione dello stabile, accuse che non furono mai provate perché furono tutti assolti.
Negli anni '90 il clan guidato dai fratelli Donato e Raffaele Laraspata aprì una faida contro i Capriati a Bari Vecchia e contro i Biancoli nel quartiere Libertà, arruolando "batterie" di killer minorenni ed esercitando in quel periodo il predominio a Bari nel contrabbando di sigarette e nel traffico di droga grazie alla presenza di molti affiliati in Montenegro, dove trascorrevano la latitanza. Gli arresti e la collaborazione con la giustizia di Raffaele Laraspata indussero i pochi rimasti a fondare un nuovo sodalizio, quello degli Strisciuglio. 
L’inizio del XXI secolo fu segnato da numerosi fatti di sangue e faide tra i clan Capriati e Strisciuglio per il controllo della città vecchia che coinvolsero anche persone innocenti, come Michele Fazio (15enne colpito per sbaglio da un proiettile a Bari Vecchia durante uno scontro a fuoco tra i Capriati e gli Strisciuglio) e Gaetano Marchitelli (altro 15enne ucciso per errore durante una sparatoria tra clan mafiosi rivali a Carbonara).

## Caratteristiche
“I nuovi boss colmano il vuoto, trovare i kalashnikov è un gioco da ragazzi".

(Roberto Saviano)
A Bari episodi delittuosi vedono sempre più coinvolti incensurati o minori, destinati ad ingrossare le file dei clan con compiti anche di rilievo. Gravi delitti (rapine, estorsioni, spaccio di droga, porto illegale di armi) vengono spesso commessi da minori collegati alla criminalità organizzata, desiderosi di dar prova delle loro capacità per entrarvi a far parte. Spesso il precoce inserimento nelle organizzazioni criminali è dovuto anche ai legami familiari ed alla necessità di sostituire nella gerarchia criminale i congiunti detenuti.
Alcuni clan della criminalità organizzata barese presentano una struttura con vincoli di sangue, stretti rituali di affiliazione; rituali e simbolismi raramente visti nell'attuale criminalità organizzata pugliese. Il 16 giugno 2018 si conclude un'operazione contro i clan Mercante-Diomede e Capriati in cui viene confermato l'uso di questi riti.
L'iniziazione in età minorile è del resto confermata dalla circostanza che, come risulta da recenti indagini molti giovani appena maggiorenni hanno ricoperto o ricoprono ruoli di primo piano in seno alle organizzazioni mafiose.

## Clan principali
I principali gruppi operativi sono:
- Parisi-Palermiti: Japigia e sud-est barese;
  - D'Abramo-Sforza: Altamura[27][28]
- Strisciuglio: Libertà (gruppo Caldarola)[29], Stanic, San Paolo (gruppo Ruta), San Girolamo (gruppo Campanale), Palese, San Pio e Santo Spirito (gruppo Faccilongo) Carbonara di Bari (gruppo Valentino)[30]
- Capriati: Bari Vecchia, con zone d’influenza a San Girolamo e Modugno
  - Clan Loiudice: Altamura[31]

A questi si affiancano gruppi minori, come:
- Mercante-Diomede - Libertà e San Paolo, con influenze su Poggiofranco e Carrassi;
- Di Cosola - Carbonara, Ceglie del Campo e Loseto (gruppo indebolito dal pentimento del boss Antonio Di Cosola);

- Montani-Misceo: San Paolo;

- Fiore-Risoli attivi a San Pasquale dove «opera anche il gruppo Velluto»;
- Anemolo:Carrassi e Poggiofranco;
- Rafaschieri: Madonnella.[32]

Una «nuova paranza» composta dalle giovani leve delle famiglie Strisciuglio, Pesole, Parisi, Capriati e quel che rimane dei Di Cosola sta cercando di mettere radici a Triggiano, Noicattaro, Cellamare, Capurso, Monopoli, Mola e Polignano a Mare (già terre dei Parisi,Palermiti e Pesole); Casamassima, Adelfia, Valenzano, Bitritto, Palo del Colle (per lungo tempo sotto l’influenza Pesole); Rutigliano e Giovinazzo (cittadine degli Strisciuglio), Modugno, Binetto e Grumo Appula (già vicine ai Capriati).
C’è poi l’area molto vasta che negli anni è stata sotto il controllo degli Stramaglia e che comprende Gioia del Colle, Acquaviva delle Fonti, Valenzano, Cassano delle Murge, Santeramo in Colle, Sannicandro.
In alcune di queste città sono presenti «colonie» di clan diversi. Sono entrate nel lungo elenco delle realtà a rischio anche cittadine che sembravano essere rimaste fuori dal gioco delle influenze come Noci e Castellana Grotte.
Per Conversano e Rutigliano le cronache documentano di collegamenti con la famiglia dei Campanale di San Girolamo: questi nel 2012 hanno preso il controllo del territorio dopo aver assassinato il boss rutiglianese Mario Rizzo detto "Il Monopolese".
Ci sono poi grossi centri in cui la malavita barese non è riuscita ad attecchire per la presenza di gruppi criminali forti e radicati. La Dia, nella sua ricostruzione della geografia dei clan in provincia, cita gli esempi di Toritto e Grumo, sotto l’egida degli Zonno; Altamura lungamente regno dei Dambrosio-Loiudice, a Gravina in Puglia le famiglie di spicco quali Mangione ('l Pmbus), Matera (Mat'r), Gigante (Giajand), Tedesco ('U Baroun) e Gilfone (Scilfoun), Terlizzi con i Ficco e Dello Russo, infine Bitonto con diversi gruppi: Cipriano, Conte e i Cassano.